# アンドレ・レジボ
アンドレ・レジボ（André Régibeau, 1917年9月4日 - 1987年2月15日）は、第二次世界大戦期のドイツ陸軍、次いで武装親衛隊に所属したワロン人義勇兵。
第二次世界大戦勃発前はリエージュのベルギー国鉄（SNCB）職員であったが、ナチス・ドイツとソビエト連邦の戦争（独ソ戦）開始後の1941年8月8日、ドイツ軍に所属して共産主義（ソ連）と戦うために結成されたワロン人義勇兵部隊「ワロニー部隊」（Légion Wallonie）に志願入隊。ドイツ陸軍での勤務を経た後の1943年6月、再編制に伴って武装親衛隊に移籍し、後にSS突撃旅団「ヴァロニェン」第2中隊第4小隊長を務めた。
1944年秋に編制された第28SS義勇擲弾兵師団「ヴァロニェン」（28. SS-Freiwilligen-Grenadier-Division „Wallonien”）では第69SS擲弾兵連隊第1中隊長に就任し、1945年2月～3月のポメラニア戦線に従軍（一級鉄十字章受章）。独ソ戦末期の3月中旬から4月下旬の間、「ヴァロニェン」師団の生存者の中で戦闘継続を希望した将兵648名から成る「デリクス」戦闘団（Kampfgruppe Derriks）の第1中隊長を務め、4月20日の戦闘で重傷を負うまでシュテッティン・アルトダム橋頭堡やオーデル川周辺でソビエト赤軍と交戦した。最終階級はSS少尉（SS-Untersturmführer）。
独ソ戦（1941年～1945年）の間、前線で8度負傷した（1945年3月20日付で戦傷章金章受章）。

## ドイツ陸軍入隊までの経歴

ベルギー王国ワロン地域圏リエージュ州

1917年9月4日、アンドレ・レジボはベルギー王国ワロン地域圏リエージュ州南部のエワイユ（Aywaille）に生まれた。
第二次世界大戦勃発前のレジボはリエージュのベルギー国鉄（SNCB）職員であると同時に、リエージュ・イエズス会（des Jésuites de Liége）の金メダイユ（メダル）を持つほどの熱心なカトリック教徒であった（ただし、レジボがレオン・デグレル（Léon Degrelle）主宰のカトリック系反共主義ファシズム政治団体「レクシズム」（Rexisme）の支持者であったかどうかは不明）。

## ドイツ陸軍第373ワロン歩兵大隊時代
第二次世界大戦勃発後、1940年5月のベルギーの戦いを経てベルギーがナチス・ドイツに占領されてから1年と数ヶ月経った1941年8月8日、ドイツ陸軍の指揮下で共産主義（ソビエト連邦）と戦うワロン人義勇兵部隊「ワロニー部隊」（Légion Wallonie）が結成された。
当時23歳のアンドレ・レジボも同部隊に志願し、陸軍一等兵（Gefreiter）として第4中隊（重兵器中隊）第2小隊に配属され、1941年10月、「第373ワロン歩兵大隊」（Wallonische-Infanterie Bataillon 373）と改称したワロニー部隊と共に東部戦線へ出陣した。
1942年2月下旬、ドイツ陸軍第373ワロン歩兵大隊にとって初の本格的戦闘となったグロモヴァヤ＝ヴァルカ（Gromowaja-Balka）の戦いでレジボは負傷した。その後、前線に留まっていたか後送されていたかは不明であるが、1942年8月30日に東部戦線従軍記章（Medaille Winterschlacht im Osten 1941/42）を受章し、1943年3月1日には陸軍軍曹（Unteroffizier）へ昇進した。

## SS突撃旅団「ヴァロニェン」時代
1943年6月1日、第373ワロン歩兵大隊が武装親衛隊に移籍して旅団規模に拡張し、7月3日にSS突撃旅団「ヴァロニェン」（SS-Sturmbrigade Wallonien）と改称されると、これに伴ってアンドレ・レジボも装親衛隊へ移籍し、SS伍長（SS-Unterscharführer）に任官した。
1943年11月19日から20日、訓練を完了して東部戦線のウクライナ・チェルカースィに鉄道輸送されたSS突撃旅団「ヴァロニェン」（兵力約1,850名）は、翌1944年2月17日までSS「ヴィーキング」師団の一部としてパルチザンやソビエト赤軍と熾烈な戦闘を繰り広げた。
このウクライナ・チェルカースィ戦線でアンドレ・レジボSS伍長はアンリ・デリクスSS中尉（SS-Ostuf. Henri Derriks）が指揮を執る「ヴァロニェン」旅団第2中隊の第4小隊長を務めていたが、第2中隊によるサクレフカ（Sakrewka）攻撃が実施された1944年1月4日に負傷した。
その後、レジボは1944年1月21日付で二級鉄十字章と一般突撃章を授与された。

## 1944年 師団昇格までの期間

### キーンシュラークSS装甲擲弾兵学校
1944年2月17日にコルスン包囲戦を辛くも脱出したSS突撃旅団「ヴァロニェン」は、被った損害を回復するため、同年の春に再編制を開始した。
レオン・デグレルSS少佐の演説や、ベルギー本国における凱旋パレードなどを通じて旅団が新たな義勇兵を募る一方、アンドレ・レジボSS伍長を含む旅団の古参下士官の何名かはキーンシュラークSS装甲擲弾兵学校（SS-Panzergrenadierschule Kienschlag）に入学し、同校の（ワロン-フランス）戦時武装将校教育課程（(Wall-Franz.)Kriegs-Waffen-Junkerlehrgang）第1期生として将校教育を受けた。
キーンシュラークSS装甲擲弾兵学校に在籍中、レジボは前線での勤務を何度も希望した（この頃、第5SS突撃旅団「ヴァロニェン」から抽出された「リュエル」戦闘団（Kampfgruppe Ruelle）が7月下旬にエストニア戦線へ派遣されていた）が、彼の申請が認められることはなかった。
1944年9月1日、レジボはキーンシュラークSS装甲擲弾兵学校（ワロン＝フランス）戦時武装将校教育課程第1期を首席で卒業し、同期の者に先んじてSS少尉（SS-Untersturmführer）に任官した。その後、11月まで同課程の将校団指揮官（Junkerschaftsführer）を務めたレジボSS少尉は、旅団から師団へ昇格した第28SS義勇擲弾兵師団「ヴァロニェン」の第69SS擲弾兵連隊第1中隊長に就任した。

### 第69SS擲弾兵連隊第1中隊
アンドレ・レジボSS少尉が中隊長を務める「ヴァロニェン」師団第69SS擲弾兵連隊第1中隊は、「若い中隊」（Jungkompanie）と称されていた。これは1944年秋に連合軍によってナチス・ドイツの占領下からベルギーが解放されたことにより、ドイツへ避難したレクシズムの青少年組織「ジュネス・レジオネール」（Jeunesse Légionnaire）の10代後半のワロン人の若者が多数編入されたためであった。
さらに、1945年1月もしくは2月、レジボの中隊に新たな義勇兵が加わった。第33SS所属武装擲弾兵師団「シャルルマーニュ」第57SS所属武装擲弾兵連隊第2中隊の1個小隊がヴィルトフレッケン演習場（Truppenübungsplatz Wildflecken）を脱走して「ヴァロニェン」師団に参加し、同小隊の若いフランス人義勇兵たちが第1中隊に配属されたのである。そして、これらの若い義勇兵の多くは後のポメラニア戦線やオーデル川周辺の戦闘で死傷した。

## 1945年2月～3月 ポメラニア戦線
1945年初頭の前後から、東部戦線ではナチス・ドイツへの復讐の念に燃えるソビエト赤軍が、西部戦線では米英連合軍が着実にドイツ本土へ迫っていた。このような状況の中、アンドレ・レジボSS少尉が所属する「ヴァロニェン」師団は2月6日にポメラニア戦線のシュテッティンに鉄道輸送された。
ポメラニア戦線の間、レジボSS少尉は数回負傷しながらも後送を拒否して前線に留まったり、中隊陣地が押し潰されて背後から赤軍兵が銃撃してくる中、氷のように冷たいイーナ川（Ihna）を泳いで対岸の味方陣地までたどり着いたりするなど、「ヴァロニェン」師団の下級将校として奮戦した。そして、レジボには1945年3月16日付で一級鉄十字章が、20日付で戦傷章金章が授与された。

## 1945年3月中旬 「デリクス」戦闘団
1945年3月12日、「ヴァロニェン」師団の生存者の中で戦闘継続を希望した将兵から成る1個大隊規模の戦闘団が、「ザ・ボス」（Der Boss）の異名を持つアンリ・デリクスSS大尉（SS-Hstuf. Henri Derriks）を指揮官として結成された。アンドレ・レジボSS少尉はデリクスSS大尉の呼びかけに応じて「デリクス」戦闘団（Kampfgruppe Derriks）に志願し、第1中隊の指揮を委ねられた。この時の「デリクス」戦闘団（将校23名、下士官・兵625名）の第1中隊の編制は次の通り。

### 1945年3月16日～19日 アルトダム橋頭堡防衛戦
1945年3月14日、ソ連邦元帥ゲオルギー・ジューコフが指揮を執る第1白ロシア方面軍がアルトダム（Altdamm、現ドンビエDąbie）橋頭堡を攻撃すると、レジボSS少尉が所属する「デリクス」戦闘団はただちにシュテッティンへ向かうよう命令された。
3月16日、アルトダムへ出陣する数時間前、シュテッティンの飼料工場（Futterfabrik）においてレジボは伝令のロベール・テュリエ（Robert Thuilliez）（フランス人）、第3小隊のジャック・ルロアSS少尉（SS-Ustuf. Jacques Leroy）、伝令のマルセル・ルプラ（Marcel Leplae）と並んで1枚の写真に収められた。
3月16日夕方、「デリクス」戦闘団はアルトダム～ヘッケンドルフ（Höckendorf）間を防衛するブルーノ・オルトナー中将（Generalleutnant Bruno Ortner）のドイツ陸軍第281歩兵師団の増援部隊として戦場に到着し、シュタルガルドへ続く道を1200メートルに渡って確保するよう命じられた。
3月17日午前1時、レジボSS少尉の第1中隊はローゼンガルテンの森に沿った野原に到着し、それまでこの地を死守していたドイツ陸軍の1個中隊と交替して布陣し、ソビエト赤軍の来襲に備えた。
しかし、夜が明けると同時に、第1中隊の陣地が非常に危険な場所であることが明らかになった。そこは遮蔽物がまったく無い野原であったうえに、周囲の森から現れる敵部隊が真っ先に攻撃を仕掛ける場所であった。案の定、赤軍の猛烈な砲撃が第1中隊に対して加えられた。レジボSS少尉と彼の部下は身を伏せて砲撃に耐えたが、中隊の多くの者が死傷した。この時、負傷した2名の小隊長に代わって第3小隊の指揮を執ったジャック・ルロアSS少尉は、ローゼンガルテン～フィンケンヴァルデ（Finkenwalde）間において72時間にわたって赤軍部隊の進撃を阻止し、後に騎士鉄十字章受章候補に推薦された。
その日の午後になってようやく第1中隊はマチュー・ド・コステSS少尉（SS-Ustuf. Mathieu de Coster）の第2中隊と交替したが、それまでに中隊戦力の4分の1にあたる30名を失っており、状況は思わしくなかった。
3月19日、赤軍はこれまでにない規模でフィンケンヴァルデの右側面への攻撃を開始した。近隣の村々は恐ろしいほどの砲爆撃で破壊され、ドイツ軍部隊がこれらの拠点を維持することは不可能となった。しかし、そのような状況でもドイツ軍の敗残兵や落伍者の集団は野戦憲兵に駆り集められ、前線へ送り返された（移動許可書を持たずに後方へ退いた者は誰であろうと即席の軍法会議で死刑判決を受け、首に縄を巻かれて近くの樹木に吊るされた）。
なお、「デリクス」戦闘団は同日午後10時にアルトダム橋頭堡から後退する許可を得たため、鉄道橋を渡ってオーデル川西岸へ後退した。ワロン人義勇兵たちはこの3日間の戦闘で110名を失い、オーデル川西岸で再編制を受けることとなった。

### 1945年4月20日 最後の戦い
1945年4月中旬、補充兵を得て再編制を終えた「デリクス」戦闘団は、再建された第69SS擲弾兵連隊の第Ⅰ大隊として「ヴァロニェン」師団参謀長フランス・エレボSS少佐（SS-Stubaf. Frans Hellebaut）の指揮下に置かれた。彼らは状況に応じた遊撃部隊として展開し、やがてオーデル川西岸の小さな町シラースドルフ（Schillersdorf、現Moczyły）周辺におけるソビエト赤軍の脅威を排除する反撃作戦へ投入された。この時のアンドレ・レジボSS少尉が中隊長を務める第69SS擲弾兵連隊第Ⅰ大隊（第二次「デリクス」戦闘団）第1中隊の編制は次の通り。
1945年4月20日午後4時45分、レジボSS少尉の第1中隊はシラースドルフ郊外、オーデル川まであと500メートルという地点に到着した。彼らは第2中隊との連絡を失っていたが、もう少しでオーデル川まで到達できるという衝動に駆られ、町への突撃を敢行した。
しかし、勇敢に前進するレジボと部下に対し、シラースドルフの家々に陣取る赤軍の銃火が浴びせられた。これによってワロン人義勇兵たちの突撃は挫かれてしまい、彼らは遮蔽物に身を隠したが、赤軍狙撃兵は容赦なく彼らに狙いを定めた。
第3小隊長マキシム・アヴェSS上級曹長は射殺され、第2小隊長ジャック・ルロアSS少尉も負傷した。中隊長のレジボは茂みから茂みへと移動して部下の救助と士気の鼓舞を続けていたが、敵狙撃兵に両腿を撃ち抜かれてその場に倒れた。レジボにとってポメラニア戦線到着以来の6週間で3度目の負傷であり、1941年に初めて東部戦線へ出陣した時から合わせると通算8度目の負傷であった。
そして、重傷を負ったレジボに代わって第1小隊長ダニエル・ウーテルSS少尉が中隊の指揮を引き継いだが、ウーテルSS少尉も敵弾に斃れた。
結果として第69SS擲弾兵連隊第Ⅰ大隊によるシラースドルフ反撃作戦は失敗に終わり、彼らは再び後方へ退いたが、その後の散発的な戦闘でも芳しい戦果をあげることはなかった。
1945年5月3日、レジボSS少尉を含む「ヴァロニェン」師団の生存者約400名はシュヴェリーンへ向かい、現地に進駐していたアメリカ軍に投降した。

## 戦後
終戦時、アメリカ軍に投降した「ヴァロニェン」師団の生存者はイギリス軍に引き渡された後、1945年6月にノイエンガンメ強制収容所の跡地に送られて階級ごとに選別された。その後、彼らはベルギー本国へ送還されて対独協力者を対象とした裁判にかけられ、罪状に応じた判決を言い渡された（なお、アンドレ・レジボSS少尉も裁判を受けたものと思われるが、彼に言い渡された具体的な判決は不明）。
それから数十年後、第二次世界大戦が終息して長い時間が経った頃、ある人物がレジボのもとを訪れた。彼は後の2004年に、大戦中のレオン・デグレルとワロン人の対独協力についてまとめた"For Rex and for Belgium: Léon Degrelle and Walloon Political & Military Collaboration 1940-1945"という本を著す人物で、デグレルの部下の1人であったレジボにインタビューを試みたのである。
様々な質問をする中で、彼はレジボに対し、最終的にあなたはどのようにレオン・デグレルを見なし、また判断しているのかということを尋ねた。長い沈黙の後、レジボは答えた。
| 「 | Degrelle had the quality of his faults and the weakness of his qualities. | 」 |

そしてさらに長い沈黙を経てから、こう付け足した。
| 「 | ... mais il était des nôtres...（･･･それでも、彼は私たちの仲間だった･･･） | 」 |

終戦の直前、「ヴァロニェン」師団長レオン・デグレルは前線で戦いを続けているレジボたち「ヴァロニェン」師団将兵を置き去りにし、少数の側近と共にスペインへ高飛びする準備を整えていた。しかし、レジボにとってデグレルが最後にとった行動は最悪のものであったが、それでもなお、デグレルは他のワロン人義勇兵と同じく1941年から前線で苦難を共にした戦友であった。
1986年11月29日、アンドレ・レジボはベルギー国内で開かれた元ワロン人義勇兵の同窓会「サンアンドレ」（Saint André、「聖アンデレ」）に向かう途中、自動車事故に遭って負傷し、1987年2月15日に亡くなった。満69歳没。レジボの遺体は2月18日に故郷エワイユの墓地に埋葬された。

## キャリア

### 党員・隊員番号
- ナチス党員番号（NSDAP-Nr.）：無し
- 親衛隊隊員番号（SS-Nr.）：無し（1941年8月8日に結成された「ワロニー部隊」（後のドイツ陸軍第373ワロン歩兵大隊）のワロン人義勇兵。1943年6月1日、ドイツ陸軍から武装親衛隊に移籍）

### 階級

#### ドイツ陸軍
- 1941年8月8日 陸軍一等兵（Gefreiter）
- 1943年3月1日 陸軍軍曹（Unteroffizier）

#### 武装親衛隊
- 1943年6月1日 SS伍長（SS-Unterscharführer）
- 1944年9月1日 SS少尉（SS-Untersturmführer）

### 勲章
- 東部戦線従軍記章（1942年8月30日）
- 二級鉄十字章（1944年1月21日）
- 一般突撃章（1944年1月21日）
- 白兵戦章銅章（通算近接戦闘日数：22日）[4]
- 歩兵突撃章銀章（写真で確認）[注 5]
- 一級鉄十字章（1945年3月16日）
- 戦傷章金章（1945年3月20日）